# Hazariprasad Dwivedi
'Acharya' Hazariprasad Dwivedi (हजारी प्रसाद द्विवेदी)
(Dube ka Chhapra, Uttar Pradesh, India; 1907 - Delhi, 1979) fue un novelista, filólogo, ensayista, crítico e intelectual indio. Fue profesor de hindi en las universidades de Benaras Hindu y Punyab, Chandigarh.

## Principales obras
- Ensayos Vichar Pravah, Kutuj, Ashok Ke Phool, Kalpalta
- Novelas Brahmabhatta ki aatmkatha, Charuchandralekh, Punarnava, Anamdas ka Potha
- Historia Sur-Sahitya, Kabir, Sahitya-Sahchar, Kalidas ki Lalitya Yojna, Hindi Sahitya: Udbhav aur Vikas, Hindi Sahitya ka Adikaal

- Datos: Q2723584
- Multimedia: Hazari Prasad Dwivedi / Q2723584